# Estilo neoárabe em Portugal

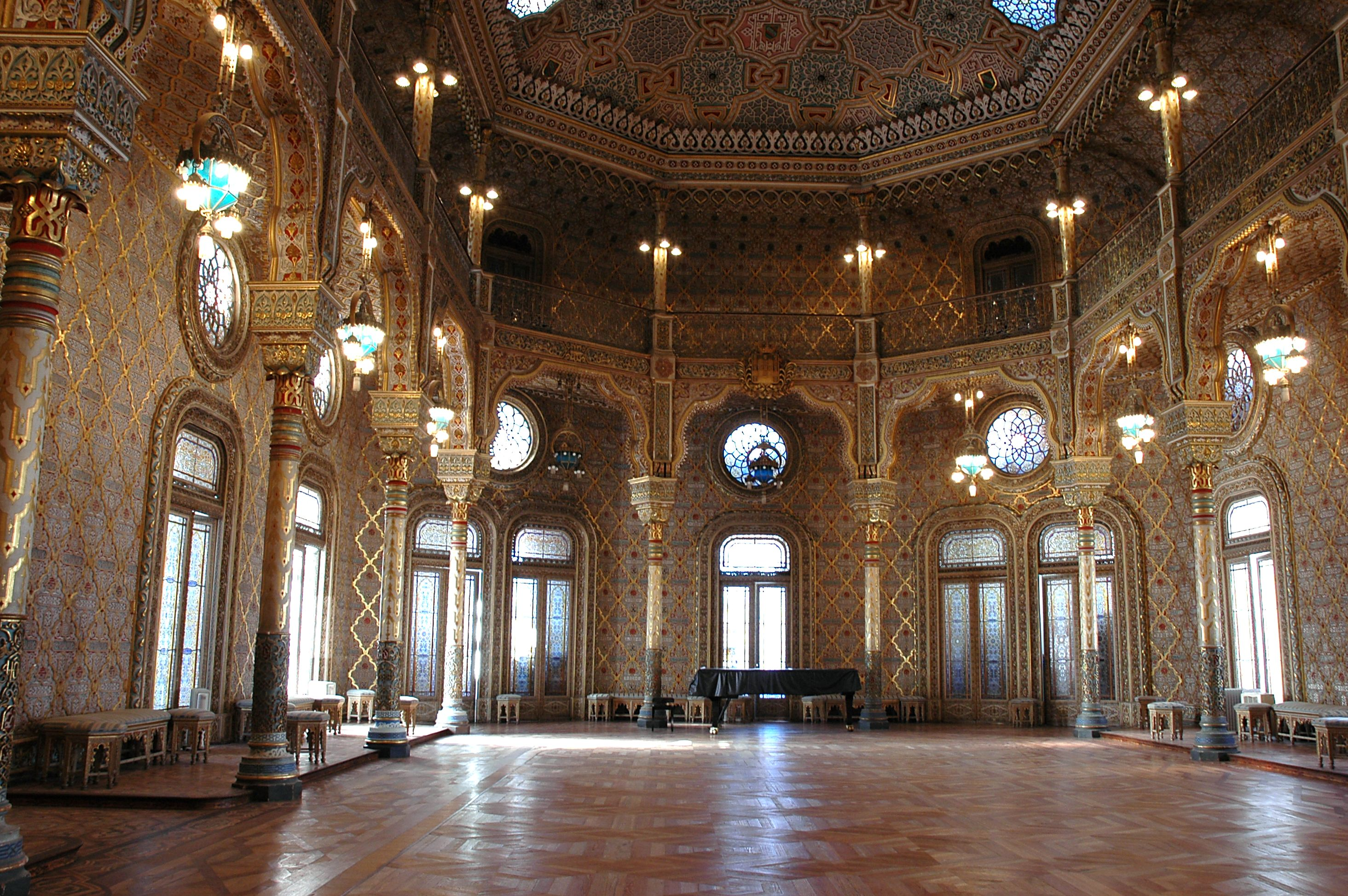
Salão Árabe, Palácio da Bolsa no Porto

O Neoárabe é uma das correntes da arquitectura romântica, associada ao luxo e ao exótico. Como eram edifícios relativamente caros, devido essencialmente ao preço da decoração, é menos frequente que outros tipos de arquitectura historicista. Portugal segue a tendência internacional, mas devido às peculiaridades da conjuntura nacional, desenvolve o Neoárabe  essencialmente na segunda metade do século XIX.

## Situação em Portugal
Os primeiros anos do século XIX são muito complexos, devido essencialmente à sucessão de problemas políticos, nomeadamente a fuga da família real para o Brasil em 1807, devido às invasões francesas, posterior/consequente domínio inglês, revolução liberal em 1820, regresso da família real em 1821, independência do Brasil, a perda do comércio colonial com a antiga colónia em 1822 (dramático golpe na economia portuguesa), contra revolução absolutista e, finalmente, guerras liberais, conservando a instabilidade até 1834. Esta conjuntura só permite o desenvolvimento de condições propícias à eclosão de um novo estilo artístico, o Romantismo, no final dos anos 30 do século XIX. Apesar de em Portugal surgir relativamente cedo na literatura, em finais do século XVIII com alguns pré- românticos, nas restantes formas artísticas desenvolve-se apenas com o impulso de dado por D. Fernando II, marido de D. Maria II, ao iniciar a construção do Palácio Nacional da Pena, após a estabilização da conjuntura nacional.

## Arquitectura

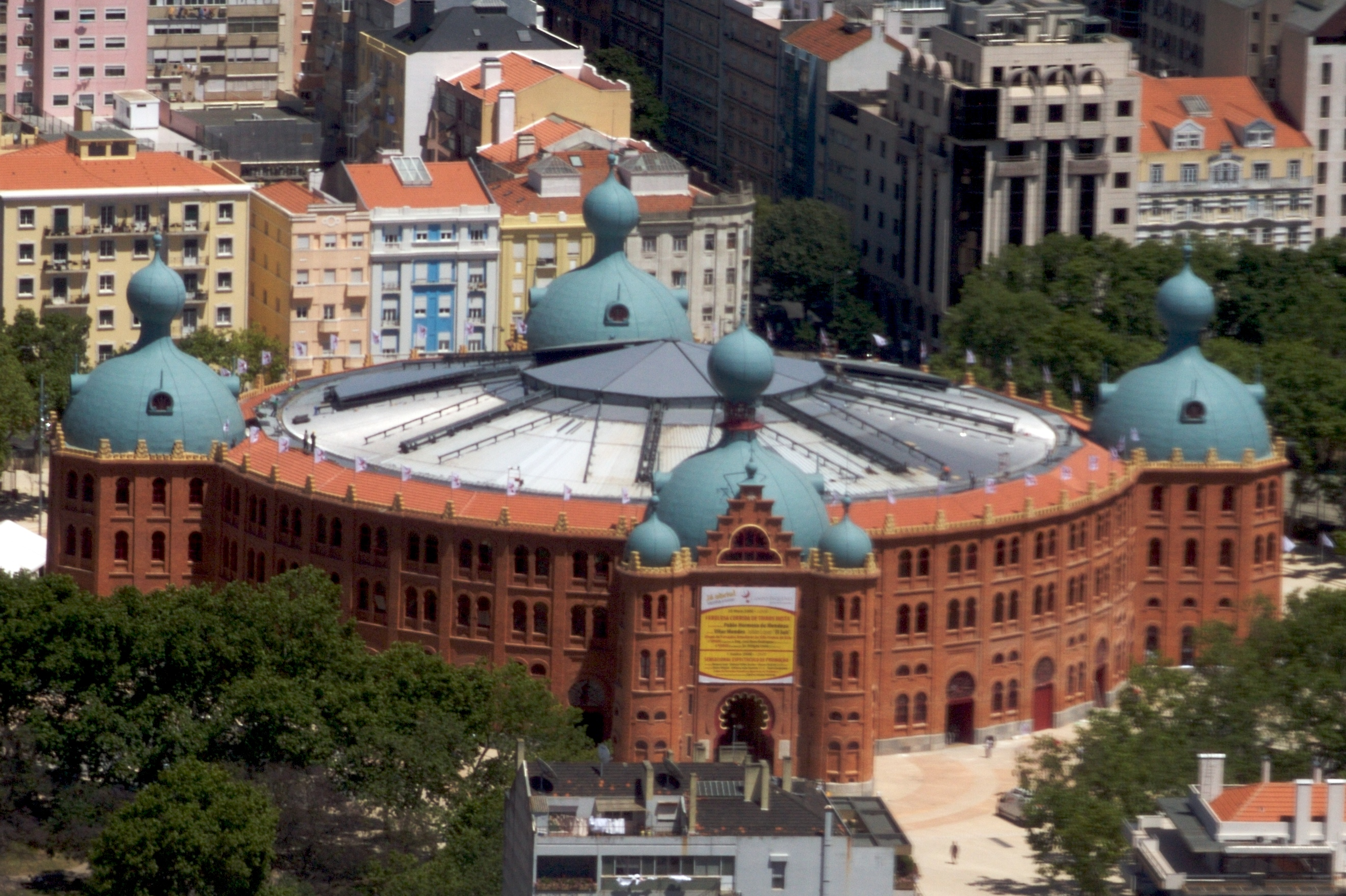
Praça de Touros do Campo Pequeno, em Lisboa.

A arquitectura segue o gosto internacional, utilizando as características típicas do estilo, como o azulejo, arcos em ferradura, arcos contra curvados, estuques, talha, cores fortes, etc. Tal como na arquitectura romântica este aspecto exótico é apenas uma cobertura decorativa, pois o edifício recorre aos progressos técnicos surgidos com a revolução industrial, tanto ao nível de materiais como de máquinas, escondendo construções modernas, frequentemente com estruturas metálicas (moderníssimas para a época). Utiliza todo o tipo de inovações como o tijolo ou revestimentos cerâmicos industriais, preservando sempre que possível questões básicas, desenvolvidas no Neoclassicismo, como a funcionalidade e a rentabilidade da arquitectura, simplesmente adaptados a outra estética. Como já foi dito anteriormente considera-se que tem início com a construção do Palácio Nacional da Pena em Sintra, pelo rei D. Fernando II,  mantendo-se até ao início do século XX, a par do Neoclassicismo, Neomanuelino e de estilos posteriores. 

## Edifícios Neoárabes

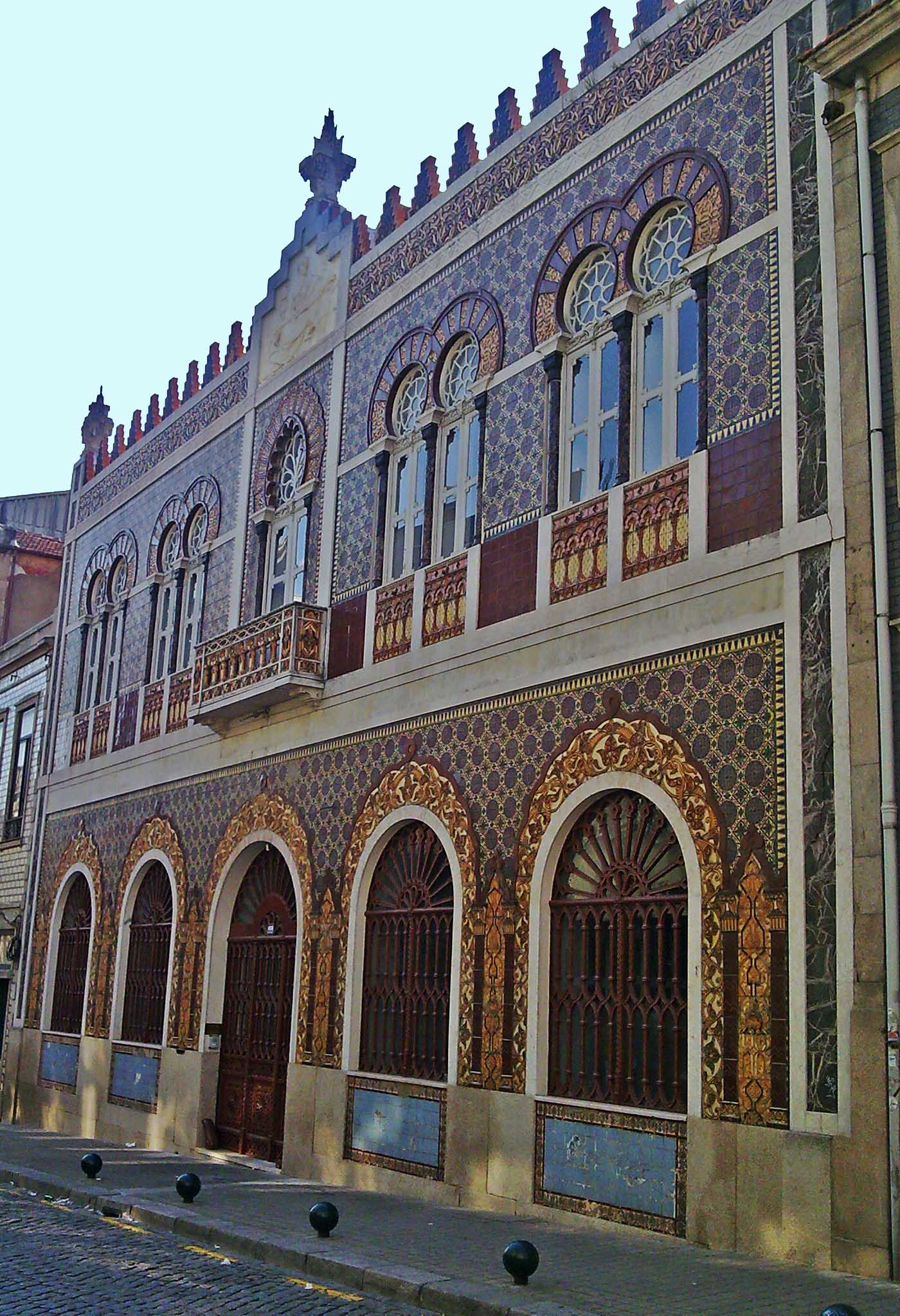
Casa estilo Neoárabe na Rua José Falcão na cidade do Porto

- Casa estilo Neoárabe, na Rua José Falcão no Porto
- Palácio Nacional da Pena - Sintra - Contém elementos arquitectónicos e decorativos de influência árabe.
- Praça de Touros do Campo Pequeno – António José Dias da Silva – Lisboa. O imponente edifício rapidamente se tornou na principal praça de touros do país. Executado em tijolo vermelho, caso raro em Portugal, é constituído por torres, cúpulas em forma de bolbo, arcos em ferradura e alguns elementos decorativos. A forma circular é a dominante da construção. É ainda actualmente um dos principais equipamentos da cidade, entretanto adaptado para poder receber outro tipo de acontecimentos, sem interferir com a edificação.

- Quinta do Relógio – António Tomás da Fonseca – Sintra. Seguindo um estilo invulgar no Portugal da época, mas já utilizado no Palácio Nacional da Pena, é claramente a tentativa de criar um refúgio exótico no propício ambiente de Sintra. Composto por arcos em ferradura e cores fortes, contrasta mas integra-se no jardim. Foi classificado Património da Humanidade pela UNESCO no conjunto histórico "Paisagem Cultural" de Sintra.

- Salão Nobre do Palácio da Bolsa ou Salão Árabe, mandado construir pela Associação Comercial do Porto, obra do Engenheiro civil Gustavo de Sousa (1860-1879), tendo continuado a obra o Arquitecto Tomás Soller (1879-1883). O Palácio da Bolsa situa-se no centro histórico do Porto e ocupa o lugar do antigo Convento de São Francisco. O interior é caracterizado por um grande luxo, destacando-se do conjunto o Salão Árabe, uma das principais salas da cidade, com uma sumptuosa decoração revivalista Neoárabe. Explora a forma puramente decorativa, sem recorrer a imagens figurativas, baseada em padrões caligráficos num ambiente de cores suaves, entre o branco, azul, prateados e discretos dourados. Era, sem dúvida, o principal cenário das vaidades burguesas na muito capitalista cidade do Porto. O edifício é o centro dos empresários da cidade, desenvolvendo uma notável actividade comercial até aos nossos dias. O salão destina-se actualmente a eventos culturais e para efeitos de representação. Absolutamente notável.[1]